# 흰점박이수구리
흰점박이수구리(학명: Rhynchobatus australiae)는 홍어목 수구리과 동수구리속에 속하는 보기 드문 연안성 연골어의 일종이다. 홍해·동아프리카 연안·대만·필리핀·오스트레일리아 등 구세계 방면 인도-태평양 지역에 널리 서식한다. 최대 3m까지 자라는 대형 어류이며, 잔점으로 이루어진 흰 점선이 지느러미와 주둥이에 그여 있다.